# Escuela Midtown High
Escuela Midtown High (también conocida como Escuela de Ciencias Midtown High y Escuela de Ciencia y Tecnología Midtown) es una escuela ficticia que aparece en cómics estadounidenses publicados por Marvel Comics. La escuela se representa como ubicada en Queens, Nueva York. Se la representa comúnmente como la escuela secundaria de Peter Parker, Flash Thompson, Liz Allan, Cindy Moon y otros en los cómics y otros medios.
En las películas de acción real, la Escuela de Ciencia y Tecnología de Midtown aparece en las películas de Sony Pictures Spider-Man (2002), The Amazing Spider-Man (2012) y The Amazing Spider-Man 2 (2014), así como en las películas de Marvel Cinematic Universe Spider-Man: Homecoming (2017), Avengers: Endgame (2019), Spider-Man: Far From Home (2019) y Spider-Man: No Way Home (2021).

## Historia
La escuela de ficción se encuentra en Forest Hills en la ciudad de Nueva York. La escuela apareció por primera vez en Amazing Fantasy # 15 por Stan Lee y Steve Ditko. Según el historiador de cómics, Peter Sanderson, Lee basó la escuela de ficción en Forest Hills High School en la ciudad de Nueva York.En las películas de Spider-Man de Tom Holland, la Escuela Midtown High se parece mucho a una escuela secundaria pública de élite real de Nueva York: Bronx High School of Science.El director Jon Favreau es un exalumno de Bronx Science.

## Personajes

### Facultad
| Personajes            | Primera Impresión                                      | Estatus     | Descripción |
| --------------------- | ------------------------------------------------------ | ----------- | --- |
| Raymond Warren        | Amazing Fantasy #15 (agosto 1962)                      | Retirado    | El profesor de ciencias de la clase. Parker fue comúnmente representado como su mejor estudiante. También se reveló como el hermano de Miles Warren.         |
| Andrew Davis          | Amazing Spider-Man #4 (septiembre 1963)                | Retirado    | El director de Midtown High School en el momento en que Peter era un estudiante.                                                                             |
| Sra. Winterhalter     | Untold Tales of Spider-Man #11 (julio de 1996)         | Desconocido | Una profesora de inglés que Peter describe como hacer que el inglés sea "casi tan divertido como la ciencia".                                                |
| Coach Murch           | Untold Tales of Spider-Man Annual (julio de 1997)      | Desconocido | Un profesor de gimnasia cuando Peter Parker asistió a la escuela secundaria y no le gustó.                                                                   |
| Sr. Del               | Webspinners: Tales of Spider-Man #7 (julio de 1999)    | Empleado    | El profesor de ciencias de Peter que simpatiza con la situación de Peter.                                                                                    |
| Daphne "Boomer" Smith | Peter Parker: Spider-Man Vol. 2 #27 (marzo de 2001)    | Empleado    | Divertido Profesor de ciencias de Peter desde el 10° grado.                                                                                                  |
| Coach Kyle Jacoby     | Amazing Spider-Man Vol. 2 #30 (junio de 2001)          | Empleado    | Entrenador de gimnasio cuando Peter Parker trabajó en MHS.                                                                                                   |
| Roger Harrington      | Amazing Spider-Man Vol. 2 #32 (agosto de 2001)         | Muerto      | El director de la Escuela Midtown High que contrató a Peter Parker para ser el profesor de ciencias. Más tarde fue asesinado por Camaleón de la Tierra-9500. |
| Kelly Cox             | Spider-Man and Wolverine #1 (agosto de 2003)           | Desconocido | Subdirector recientemente contratado. |
| Lynn Nelson           | Spider-Man Unlimited Vol. 3 #11 (noviembre de 2005)    | Empleado    | Jefe del departamento de ciencias y jefe de Peter Parker. |
| Señora Flecha         | Friendly Neighborhood Spider-Man #11 (octubre de 2006) | Muerta      | La enfermera de la escuela. Más tarde se revela que es un monstruo araña llamado 'Ero' y más tarde 'El Otro'.                                                |
| Sr. Pettit            | She-Hulks #2 (febrero de 2011)                         | Empleado    | El director severo y áspero de la escuela. |
| Mr. Flannigan         | Amazing Spider-Man Vol. 3 #1.1 (julio de 2014)         | Desconocido | El consejero de orientación escolar. |

### Estudiantes
| Personaje                   | Primera impresión                                        | Estatus     | Descripción |
| --------------------------- | -------------------------------------------------------- | ----------- | --- |
| Peter Parker                | Amazing Fantasy #15 (agosto 1962)                        | Graduado    | Parker era el nerd de la escuela secundaria y el wallflower de la escuela secundaria. A pesar de no ser popular entre los estudiantes, él era un estudiante de honor allí. Después de asistir a la Universidad Empire State, fue representado como un maestro de la escuela secundaria por un tiempo.  |
| Eugene "Flash" Thompson     | Amazing Fantasy #15 (agosto 1962)                        | Graduado    | Estrella de fútbol y matón más mezquino de la clase. Era la némesis de Peter Parker y lo intimidaría más entre los demás subordinados sociales. El acoso de Flash cesaría y al final los dos se convertirían en buenos amigos. Regresó para servir como entrenador de la escuela secundaria.           |
| Liz Allan                   | Amazing Fantasy #15 (agosto 1962)                        | Graduado    | La novia de Flash durante toda la escuela secundaria. Ella también fue dura con Peter, pero pronto se enamoró también de él. Ella nunca salió con Peter, pero aun así lo admiraba. |
| Sally Avril                 | Amazing Fantasy #15 (agosto 1962)                        | Muerta      | Una gimnasta de la escuela secundaria obsesionado con superhéroes y se convirtió en uno llamada Bluebird. Renunció a la identidad cuando se dio cuenta de que los superheroicos eran peligrosos. Ella murió en un accidente automovilístico mientras perseguía una pelea que involucraba a Spider-Man. |
| Seymour O'Reilly            | Amazing Fantasy #15 (agosto 1962)                        | Muerto      | Amigo de Flash que intimidó a Peter. Nunca creció debido a sus formas de acoso hasta el punto de que estaba celoso del matrimonio de Peter con Mary Jane Watson. Fue asesinado por el segundo Venom.                                                                                                   |
| Charles "Charlie" Murphy    | Amazing Spider-Man #17 (octubre de 1964)                 | Graduado    | El examigo de Peter. Se convirtió en parte del grupo de Flash. |
| C.J. Vogel                  | Amazing Spider-Man Annual #17 (noviembre de 1983)        | Graduado    | Un estudiante que amaba contar chistes y cuidar a Peter. Años más tarde, estaba en un gran problema y Spider-Man lo ayudó a salir. |
| Barry Hapgood               | Amazing Spider-Man Annual #17 (noviembre de 1983)        | Graduado    | Un experto en la clase de taller que irónicamente se convirtió en un ingeniero de electrónica. |
| Louie Minelli               | Amazing Spider-Man Annual #17 (noviembre de 1983)        | Graduado    | Un vendedor de seguros hablador que fue votado como "el más probable para triunfar". |
| Stanley Stackmeyer          | Amazing Spider-Man Annual #17 (noviembre de 1983)        | Graduado    | Se consideraba inferior a Peter debido a su poca higiene, pero sufrió un cambio radical y se convirtió en un hombre casado apuesto y exitoso. |
| Steven Petty                | Web of Spider-Man #35 (febrero de 1988)                  | Desconocido | Hijo del creador del Cerebro Viviente. Se convierte en el supervillano Phreak. |
| Jake Dorman                 | Web of Spider-Man #35 (febrero de 1988)                  | Desconocido | Jock que intimidaría a Steven Petty |
| Ronda Kramer                | Web of Spider-Man #35 (febrero de 1988)                  | Desconocido | La novia de Jake Dorman que simpatizaba con Steven Petty |
| Jenny Carson                | Marvel Super Heroes: The Revenge of Kang (enero de 1990) | Desconocido | Brevemente saliendo con Flash. |
| Jason Ionello               | Untold Tales of Spider-Man #1 (septiembre de 1995)       | Graduado    | Estudiante popular que estuvo cerca de Sally. Él siempre estaba haciendo bromas a Peter. Cuando Sally murió, se deprimió y se enojó con sus amigos y culpó a Spider-Man por el incidente. |
| Brian "Tiny" McKeever       | Untold Tales of Spider-Man #1 (septiembre de 1995)       | Graduado    | Sirve para intimidar a Peter debido a sus frustraciones en casa, pero luego se hizo amigo de él. Siguió adelante y se convirtió en guardia de seguridad. |
| Blake                       | Webspinners: Tales of Spider-Man #7 (julio de 1999)      | Graduado    | El rival de Peter por la beca de la Universidad Empire State. |
| Carl King                   | Spider-Man's Tangled Web #1 (junio de 2001)              | Muerto      | Abuso a Peter que se convirtió en una colmena de arañas llamada Thousand. |
| Joey Gastone                | Amazing Spider-Man Vol. 2 #30 (junio de 2001)            | Expulsado   | Estudiante intimidado por otros estudiantes. Inicia un fuego para vengarse de sus atormentadores. |
| Jennifer Hardesty           | Amazing Spider-Man Vol. 2 #32 (agosto de 2001)           | Inscrita    | Una estudiante sin hogar que cuida a su hermano drogadicto. |
| Jessica Jones               | Alias #1 (noviembre de 2001)                             | Graduada    | El verdadero nombre era Jessica Campbell. Ella estuvo involucrada en un accidente automovilístico que mató a su familia, pero le dio sus poderes. Ella estaba enamorada de Peter, pero nunca se lo contó. Años más tarde serían compañeros de equipo y ella se casaría con Luke Cage.                  |
| Paul Patterson              | Marvel Team-Up Vol. 3 #1 (enero de 2005)                 | Inscrito    | Un mutante con problemas, pero poderoso apodado Golden Child. Recibió ayuda de Spider-Man a quien dedujo que era Peter Parker. |
| Charles "Charlie" Weiderman | Amazing Spider-Man #515 (febrero de 2005)                | Graduado    | Un compañero estudiante de Peter que también fue intimidado. Él se cubre de vibranium líquido y se convierte en un villano. |
| Laurie Lynton               | Marvel Knights: Spider-Man #13 (junio de 2005)           | Graduada    | Una chica con sobrepeso que estaba enamorada de Peter. Años más tarde, perdió peso y trabajó en el Daily Bugle con Peter. |
| Vanna Smith                 | Friendly Neighborhood Spider-Man #5 (abril de 2006)      | Graduada    | Una chica que creía que Spider-Man la estaba acechando y le impuso una orden de restricción. Ella finalmente se convierte en una mujer solitaria y débil sin amigos ni familia. |
| Lyra Walters                | Hulk: Raging Thunder #1 (agosto de 2008)                 | Inconclusa  | Lyra se hizo pasar por una estudiante promedio en Midtown e hizo amigos, pero se vio obligada a irse después de que su escuela fuera atacada por Mago. |
| Amelia Hopkins              | She-Hulks #1 (enero de 2011)                             | Desconocido | Una gótica que inicialmente no le gustaba a Lyra, pero se hizo amiga de ella después de saber que ella era She-Hulk. Ella ha estado mintiendo acerca de conocer la identidad de Lyra en la escuela. |
| Jake Constantine            | She-Hulks #1 (enero de 2011)                             | Desconocido | Un niño pequeño del que Lyra se hace amigo y del que posiblemente se enamora. Durante el baile de la escuela, fue atacado por el Mago. Quedó ambiguo si sobrevivió o no. |
| Andrew "Andy" Maguire       | Amazing Spider-Man #692 (octubre de 2012)                | Inscrito    | Un estudiante promedio que gana poderes de energía y se nombra a sí mismo Alpha. Se convierte en el compañero de Spider-Man brevemente. |
| Christine "Chrissy" Chen    | Amazing Spider-Man #692 (octubre de 2012)                | Inscrita    | Exnovia de Andy Maguire. |
| Cindy Moon                  | Amazing Spider-Man Vol. 2 #1 (junio 2014)                | Inconclusa  | Una exjugadora de hockey para la escuela, asistió a la excursión junto con Peter. Después de que la araña lo mordió, mordió el tobillo de Cindy dándole poderes similares. Años más tarde conoce a Peter y se convierte en la superheroína Silk.                                                       |
| Clayton Cole                | Amazing Spider-Man Vol. 3 #1.1 (junio 2014)              | Desconocido | Un estudiante promedio que admiró a Spider-Man y se convirtió en un supervillano llamado Clash. Se enamoró de Polly McKenna. |
| Polly McKenna               | Amazing Spider-Man Vol. 3 #1.2 (agosto de 2014)          | Desconocido | Una estudiante amigable que se hace amiga de Peter y dirige el AV Club. Ella enciende a Peter cuando roba el equipo. |
| Lawson                      | Amazing Spider-Man Vol. 3 #1.2 (agosto de 2014)          | Desconocido | Estudiante de AV Club que se hace amigo y luego se vuelve contra Peter. |
| Martin                      | Amazing Spider-Man Vol. 3 #1.2 (agosto de 2014)          | Desconocido | Estudiante de AV Club que se hace amigo y luego se vuelve contra Peter. |
| Héctor Cervantez            | Silk #1 (abril de 2015)                                  | Graduado    | Exnovio de Cindy Moon. Años más tarde se compromete y se convierte en el superhéroe Espectro. |

## Otras versiones

### Ultimate Spider-Man
Escuela Midtown High aparece en Ultimate Spider-Man. Al igual que los cómics dominantes, representa a Peter, Flash y Liz Allan como estudiantes. A diferencia del comic book, personajes como Gwen Stacy, Eddie Brock, Mary Jane Watson y Harry Osborn también debutan en la escuela secundaria en lugar de la Universidad Empire State. La miembro de los X-Men, Kitty Pryde también se representa como asistir a la escuela secundaria. El cómic también muestra a un nuevo personaje llamado Kenny "King Kong" McFarlane, quien es representado como el mejor amigo de Flash en la escuela secundaria. Mark Raxton también se representa como un estudiante que asiste a la escuela Midtown High.

### Spider-Man ama a Mary Jane
Midtown High School aparece en Spider-Man Loves Mary Jane. La facultad estudiantil incluye a Peter Parker, Mary Jane Watson, Liz Allan, Flash Thompson, Harry Osborn y Gwen Stacy. Felicia Hardy aparece como una dura estudiante de transferencia. Jessica Jones es una antigua amiga de Mary Jane que se convirtió en gótica. Luke Cage tiene un breve cameo donde coquetea con Mary Jane. Ned Leeds y Betty Brant son estudiantes mayores, siendo el ex de Mary Jane. Un nuevo personaje llamado Lindsay Leighton es la reina del drama de la escuela que envidia la capacidad de actuación de Mary Jane. Aunque Firestar apareció en la serie, se desconoce si ella también es una estudiante.

## En otros medios

### Televisión
- Escuela Midtown High es un entorno recurrente importante en The Spectacular Spider-Man. A diferencia de la mayoría de las otras representaciones, esta versión de la escuela parecía estar ubicada en Midtown Manhattan a juzgar por el viaje de Spider-Man en un episodio anterior. La serie se estrena tanto en el director Davis (voz de Kevin Michael Richardson) y Aaron Warren (voz de Brian George) en otros medios. Otros miembros del personal incluidos son el entrenador de la clase, Coach Smith (con la voz de Kevin Michael Richardson y el profesor de teatro St. John Devereaux (con la voz de Jeff Bennett). Los estudiantes recurrentes representados en la serie son Peter Parker, Gwen Stacy, Flash Thompson, Liz Allan, Sally Avril, Kenny "King Kong", Hobie Brown, Rand Robertson, Glory Grant, Harry Osborn, Mary Jane Watson, Sha Shan Nguyen y Mark Allan. Eddie Brock también se graduó de la escuela antes de asistir a la Universidad Empire State. La serie también presenta a estudiantes de los cómics Seymour O'Reilly (con la voz de Steve Blum) y "Tiny" McKeever.
- Escuela Midtown High aparece en Ultimate Spider-Man. El Director de S.H.I.E.L.D., Nick Fury designó al Agente de S.H.I.E.L.D., Phil Coulson para que sea el director Interino. Otro miembro notable del personal es un conserje llamado Stan (voz de Stan Lee) que es uno de los agentes originales de S.H.I.E.L.D. Durante la tercera temporada, Stan se convierte en el director interino en el momento en que Phil Coulson estaba en una misión especial.
- Escuela Midtown High aparece en Spider-Man. Sus maestros conocidos incluyen la profesora asistente de química Anna Maria Marconi y el maestro de ciencias Sal Salerno (con la voz de Sean Schemmel en la temporada 1,[17] Phil LaMarr en la temporada 2[18]).

### Película

#### Serie de películas deSpider-ManyThe Amazing Spider-Man
- Escuela Midtown High aparece en la película de 2002 Spider-Man, donde Parker es representado como un estudiante de último año de secundaria hasta la graduación. Tanto él como Harry Osborn aparecen como mejores amigos, mientras que Flash Thompson es representado como el matón de la clase. En lugar de Liz Allan, se representa a Mary Jane Watson como la enamorada de la secundaria de Peter y una vez novia de Flash. Se menciona que Harry tuvo que ir allí después de fracasar en muchas escuelas privadas.
- Escuela de Ciencia Midtown High aparece en The Amazing Spider-Man y The Amazing Spider-Man 2 junto con el marketing viral de las películas. Los estudiantes en la película son Peter Parker, Flash Thompson, Gwen Stacy, Sally Avril y una tímida estudiante llamada Missy Kallenback.

#### Marvel Cinematic Universe
- En Spider-Man: Homecoming (2017), se presenta la Escuela de Ciencia y Tecnología de Midtown. Peter Parker es un estudiante de segundo año y sus compañeros de clase incluyen a Ned Leeds, Flash Thompson, Betty Brant, Jason Ionello, Liz Allan, Cindy Moon, Seymour O'Reilly, Tiny McKeever, Charles Murphy, Abe Brown, Sally Avril y una nueva personaje llamada Michelle (interpretada por Zendaya) cuyo apodo se revela como MJ. La escuela es una CTIM con muchos de los compañeros de clase de Peter, que generalmente se representan como poco entusiastas de la ciencia, como graduados en ciencias. La facultad incluye a Roger Harrington (interpretado por Martin Starr; el mismo personaje se vio en un breve cameo en The Incredible Hulk[19]); El entrenador Wilson (interpretado por Hannibal Buress), el Sr. Cobbwell (interpretado por Tunde Adebimpe), Mónica Warren (interpretada por Selenis Leyva) y Barry Hapgood (interpretado por John Penick), el profesor de la clase de taller. El director de la escuela es el director Morita (interpretado por Kenneth Choi), quien se muestra como descendiente del miembro de Comandos Aulladores, Jim Morita, también interpretado por Choi en medios anteriores del UCM.[20]
- Varios estudiantes de la escuela Midtown, entre ellos Peter, Ned, Sally, Cindy y Tiny, aparecen en Avengers: Infinity War (2018), donde se encuentran en una excursión al MoMA y de repente descubren un Q-Ship pilotado por Ebony Maw, lo que hace que Peter vaya a investigar.
- En Avengers: Endgame (2019), la escuela se ve cuando Parker y Leeds regresan del Blip y tienen una emotiva reunión.
- En Spider-Man: Lejos de casa (2019), las imágenes de las noticias diarias de la escuela muestran a los estudiantes que regresan del Blip mientras reconocen a los Vengadores y a aquellos que murieron por sus acciones. Se presenta a un nuevo maestro llamado Julius Dell (interpretado por J. B. Smoove), así como a los nuevos estudiantes Brad Davis (interpretado por Remy Hii), Zach Cooper (interpretado por Zach Barack) y Josh Scarino (interpretado por Joshua Sinclair-Evans). Otros estudiantes incluyen a Zoha Rahman, Yasmin Mwanza, Tyler Luke Cunningham y Sebastian Viveros, cuyos personajes llevan su nombre. Se revela que la mayoría de los compañeros de clase de Parker de Spider-Man: Homecoming sobrevivieron al Blip y ya se habían graduado solo con el propio Parker, Ned Leeds, MJ, Flash Thompson, Betty Brant y Jason Ionello, entre los personajes principales, fueron eliminados y luego traídos de vuelta.
- En Spider-Man: No Way Home (2021), la escuela aborda la identidad de Parker como Spider-Man cuando los maestros crearon un santuario dedicado a él, presentándoselo a Parker en su regreso a la escuela. Después del primer día de regreso, Parker, Jones y Leeds se reúnen en la azotea de la escuela y hablan juntos sobre las universidades. Más tarde, Parker va a la escuela para llorar la pérdida de su tía y se encuentra con Leeds y Jones, quienes le presentan variantes alternativas de sí mismo, que habían llegado a través del multiverso fracturado. Él y sus variantes trabajan en el laboratorio de la escuela para inventar curas para el otro universo desplazado antes de irse, mientras que Leeds y Jones permanecen con la mística Macchina de Kadavus. Leeds usa un Sling Ring para abrir un portal interdimensional, que accidentalmente permite que el Lagarto, desplazado del universo, entre y los ataque en la escuela. Parker llega para luchar contra el Lagarto, mientras Leeds y Jones huyen de la escuela a través de otro portal, seguidos por Lagarto y Parker.
- Una versión alternativa de Midtown High será un escenario recurrente en la próxima serie animada Your Friendly Neighborhood Spider-Man y su segunda temporada Sophomore Year. Junto al propio Parker, el cuerpo estudiantil estará compuesto por personajes como Harry Osborn, Nico Minoru y Amadeus Cho.[21]

### Videojuegos
- Midtown High aparece en el videojuego de 2005 Ultimate Spider-Man como ubicación.
- Midtown High aparece como una ubicación en el juego de 2023 Marvel's Spider-Man 2.[22]El interior aparece en un flashback donde los estudiantes Peter y Harry se escabullen para encontrar un artículo que Peter dejó en su casillero, y más tarde donde Harry se entera de que su madre Emily ha muerto; en la actualidad, la escuela es destruida en una batalla entre Peter, ahora Spider-Man, y Harry, quien se ha unido al simbionte Venom.[23]